# Trobi
Bryan du Chatenier (2 december 1999), beter bekend onder zijn artiestennaam Trobi en onder zijn voormalige artiestennaam TroBeats, is een Nederlandse muziekproducent en dj.

## Biografie
Trobi groeide op in De Lier en begon op negenjarige leeftijd met het maken van muziek. Geïnspireerd door het succes van Nederlandse dj's Afrojack en Hardwell, ging hij muziek maken in het genre EDM. Hij kwam vervolgens in aanraking met de muziekwereld via een vriend van zijn vader. Op zestienjarige leeftijd tekende de artiest een contract bij plantenlabel Spinnin' Records, waarmee hij toen de jongste artiest ooit was die bij het label tekende. Hij werd in 2016 genomineerd voor "Jongere van het jaar", een titel die hij niet won. Als house-dj maakte Trobi enkele succesvolle nummers, zoals een remix van Electric Elephants van Jay Hardway, In The Studio met Junglebae en Never Let You Down met Stevie Appleton. Hij bracht in 2018 ook een house-ep uit met de titel Be Free. Daarnaast stond hij op festivals als Tomorrowland, Mysteryland en het Amsterdam Dance Event.
Toen de artiest succes had bij Spinnin' Records, merkte hij dat hij werd aangespoord om zich vast te houden aan één genre, terwijl de artiest zich juist met verschillende genres bezig wilde houden. Hij maakte steeds meer beats geschikt voor de hiphop en toen Ronnie Flex een afspraak had met Boaz van de Beatz en die er niet was, vroeg Ronnie Flex aan Trobi om voor hem te produceren. Een van de eerste door Trobi geproduceerde nummers in de nederhop was het nummer 4/5 van Ronnie Flex, een lied dat een platina status heeft in Nederland. Hierna volgden meerdere nummers die door Trobi geproduceerd werden, waaronder Big man van Sevn Alias, Mula B en Trobi zelf, Herres van Sevn Alias, Enkelsok van Sevn Alias en Lil' Kleine, Scherp van Ashafar en Kevin en Ietsjes later van Kevin. Vanaf 2021 was Trobi ook steeds vaker een van de uitvoerende artiesten op een nummer, zoals op Meisje zonder naam met Ronnie Flex en Emma Heesters, Einstein met LouiVos en Mula B, Okee shordy met Ronnie Flex, Chivv en ADF Samski en Jou om me heen met Nielson. Nummers waar hij de (een van de) producer(s) van was vanaf 2021, was onder meer op Mansory van Lijpe en Frenna, Nike Tech van Ashafar, Mula B, Josylvio, 3robi en JoeyAK, Selfmade van Lijpe en In de goot van Lijpe. Ook werkte hij samen met internationale artiesten als de Franse rapper Lacrim, de Spaanse rapper Morad en de Amerikaanse rapper Desiigner.
Daarnaast bracht Trobi in 2022 zijn eerste album uit, welke de titel Trobi on the beat draagt. Met dit album had Trobi succes in zowel Nederland als Vlaanderen.
Eind 2022 kondigde Trobi aan bezig te zijn met een internationaal album. Verder vertelde hij dat hij benaderd werd door verschillende internationale artiesten om samen te werken, zoals Drake en Jason Derulo. Dat internationale album kwam er niet. Wel was er in 2023 en 2024 onder andere succes met de singles Ome Duo (met Chivv, Kraantje Pappie, ADF Samski en Angela Groothuizen), 100 doezoe cash (met Lijpe, Fatah en KA), Wacht op mij (met Ronnie Flex en Tabitha) en Freestyle (met Lijpe). 

## Privé
Trobi heeft een relatie met model Sanne de Kramer, de dochter van Sander de Kramer. Samen hebben ze een zoon.